# Internazionali di Tennis Manerbio
Gli Internazionali di Tennis Manerbio, noti anche come Antonio Savoldi-Marco Cò - Trofeo Dimmidisì, sono stati un torneo professionistico maschile di tennis che facevano parte dell'ATP Challenger Tour, disputato dal 1999 al 2019 sui campi in terra rossa del Circolo comunale di via Luzzago a Manerbio, in Italia.
Nato come torneo sociale negli anni 1970, nel 1999 entra a far parte del circuito Challenger. Veniva assegnato il trofeo Dimmidisì, che prende il nome dallo sponsor ed è dedicato alla memoria del tenente colonnello pilota Antonio Savoldi e del tenente colonnello pilota Marco Cò.

## Albo d'oro

### Singolare
| Anno       | Campione                | Finalista                | Punteggio        |
| ---------- | ----------------------- | ------------------------ | ---------------- |
| 2019       | Federico Gaio           | Paolo Lorenzi            | 6–3, 6–1         |
| 2018       | Non disputato           | Non disputato            | Non disputato    |
| 2017       | Roberto Carballés Baena | Guillermo García López   | 6–4, 2–6, 6–2    |
| 2016       | Leonardo Mayer          | Filip Krajinović         | 7–6(3), 7–5      |
| 2015       | Andrej Kuznecov         | Daniel Muñoz de la Nava  | 6–4, 3–6, 6–1    |
| 2014- 2012 | Non disputato           | Non disputato            | Non disputato    |
| 2011       | Adrian Ungur            | Peter Gojowczyk          | 4–6, 7–6(4), 6–2 |
| 2010       | Robin Haase             | Marco Crugnola           | 6–3, 6–2         |
| 2009       | Federico Delbonis       | Leonardo Tavares         | 6–1, 6–3         |
| 2008       | Victor Crivoi           | Christophe Rochus        | 7–6(10), 6–2     |
| 2007       | Jiří Vaněk              | Éric Prodon              | 6–0, 6–4         |
| 2006       | Andreas Vinciguerra     | Adrián García            | 7–6(3), 6–1      |
| 2005       | Oliver Marach           | Melle Van Gemerden       | 6–3, 6–2         |
| 2004       | Nicolás Almagro         | Francesco Aldi           | 7–6(5), 6–4      |
| 2003       | Olivier Patience        | Martín Vassallo Argüello | 3–6, 6–3, 7–6(3) |
| 2002       | David Ferrer            | Vadim Kucenko            | 6–2, 6–0         |
| 2001       | Attila Sávolt (2)       | Irakli Labadze           | 7–5, 6–2         |
| 2000       | Stefano Tarallo         | Kris Goossens            | 6–3, 6–4         |
| 1999       | Attila Sávolt (1)       | Thierry Guardiola        | 6–4, 7–6(3)      |

### Doppio
| Anno       | Campioni                                     | Finalista                              | Punteggio           |
| ---------- | -------------------------------------------- | -------------------------------------- | ------------------- |
| 2019       | Fabrício Neis Fernando Romboli               | Sadio Doumbia Fabien Reboul            | 6–4, 7–6(4)         |
| 2018       | Non disputato                                | Non disputato                          | Non disputato       |
| 2017       | Romain Arneodo Hugo Nys                      | Michail Elgin Roman Jebavý             | 4–6, 7–6(3), [10–5] |
| 2016       | Nikola Mektić Antonio Šančić                 | Juan Ignacio Galarza Leonardo Mayer    | 7–5, 6–1            |
| 2015       | Flavio Cipolla Daniel Muñoz de la Nava       | Gero Kretschmer Alexander Satschko     | 7–6(5), 3–6, [11–9] |
| 2014- 2012 | Non disputato                                | Non disputato                          | Non disputato       |
| 2011       | Dustin Brown Lovro Zovko                     | Alessio di Mauro Alessandro Motti      | 7–6(4), 7–5         |
| 2010       | Robin Haase Thomas Schoorel                  | Diego Junqueira Gabriel Trujillo Soler | 6–4, 6–4            |
| 2009       | Alessio Di Mauro Simone Vagnozzi             | Yves Allegro Jesse Huta Galung         | 6–4, 3–6, [10–4]    |
| 2008       | Thomas Fabbiano Boris Pašanski               | Massimo Dell'Acqua Alessio Di Mauro    | 7–6(7), 7–5         |
| 2007       | Antal Van Der Duim Boy Westerhof             | Frederico Gil Alberto Martín           | 7–6(4), 3–6, [10–8] |
| 2006       | Gabriel Moraru Adrian Ungur                  | Michał Przysiężny Federico Torresi     | 6–3, 6–3            |
| 2005       | Melle Van Gemerden Rogier Wassen             | Daniel Köllerer Oliver Marach          | 6–3, 6–4            |
| 2004       | Petr Luxa Martin Štěpánek                    | Johan Landsberg Rogier Wassen          | 6–4, 6–2            |
| 2003       | Mariusz Fyrstenberg (2) Marcin Matkowski (2) | Nicolás Almagro Roberto Menendez-Ferre | 6–2, 6–4            |
| 2002       | Mariusz Fyrstenberg (1) Marcin Matkowski (1) | Anthony Ross Dušan Vemić               | 6–4, 7–6(4)         |
| 2001       | Attila Sávolt Thomas Strengberger (2)        | Alessandro Da Col Andrea Stoppini      | 7–5, 7–5            |
| 2000       | Jordan Kerr Damien Roberts                   | Bernardo Mota Ladislav Švarc           | 7–6(1), 6–4         |
| 1999       | Thomas Strengberger (1) Massimo Valeri       | Federico Browne Francisco Cabello      | 6–3, 6–3            |